# Giro del Lussemburgo 1999
Il Giro del Lussemburgo 1999, sessantatreesima edizione della corsa, si svolse dal 10 al 13 giugno su un percorso di 698 km ripartiti in 5 tappe, con partenza a Lussemburgo e arrivo a Diekirch. Fu vinto dal belga Marc Wauters della Rabobank davanti al norvegese Steffen Kjærgaard e al tedesco Tobias Steinhauser.

## Tappe
| Tappa  | Data      | Percorso                                     | km  | Vincitore di tappa | Leader cl. generale |
| ------ | --------- | -------------------------------------------- | --- | ------------------ | ------------------- |
| 1ª     | 10 giugno | Lussemburgo > Dippach                        | 178 | Marc Wauters       | Marc Wauters        |
| 2ª     | 11 giugno | Wormeldange > Bertrange                      | 195 | Robbie McEwen      | Marc Wauters        |
| 3ª     | 12 giugno | Dudelange > Beckerich                        | 127 | Jaan Kirsipuu      | Marc Wauters        |
| 4ª     | 12 giugno | Leudelange > Bettembourg (cron. individuale) | 7,6 | Marc Wauters       | Marc Wauters        |
| 5ª     | 13 giugno | Diekirch > Diekirch                          | 190 | Jesper Skibby      | Marc Wauters        |
| Totale | Totale    | Totale                                       | 698 |                    |                     |

## Dettagli delle tappe

### 1ª tappa
- 10 giugno: Lussemburgo > Dippach – 178 km

| Pos. | Corridore       | Squadra  | Tempo    |
| ---- | --------------- | -------- | -------- |
| 1    | Marc Wauters    | Rabobank | 4h11'08" |
| 2    | Lauri Aus       | Casino   | s.t.     |
| 3    | Geert Van Bondt | TVM      | s.t.     |

| Pos. | Corridore       | Squadra  | Tempo    |
| ---- | --------------- | -------- | -------- |
| 1    | Marc Wauters    | Rabobank | 4h10'58" |
| 2    | Lauri Aus       | Casino   | a 1"     |
| 3    | Geert Van Bondt | TVM      | a 6"     |

### 2ª tappa
- 11 giugno: Wormeldange > Bertrange – 195 km

| Pos. | Corridore         | Squadra  | Tempo    |
| ---- | ----------------- | -------- | -------- |
| 1    | Robbie McEwen     | Rabobank | 4h43'31" |
| 2    | Jeroen Blijlevens | TVM      | s.t.     |
| 3    | Jan Bratkowski    | De Nardi | s.t.     |

| Pos. | Corridore       | Squadra  | Tempo    |
| ---- | --------------- | -------- | -------- |
| 1    | Marc Wauters    | Rabobank | 8h54'27" |
| 2    | Lauri Aus       | Casino   | a 3"     |
| 3    | Geert Van Bondt | TVM      | a 8"     |

### 3ª tappa
- 12 giugno: Dudelange > Beckerich – 127 km

| Pos. | Corridore         | Squadra | Tempo    |
| ---- | ----------------- | ------- | -------- |
| 1    | Jaan Kirsipuu     | Casino  | 2h39'55" |
| 2    | Jeroen Blijlevens | TVM     | s.t.     |
| 3    | Danilo Hondo      | Telekom | s.t.     |

| Pos. | Corridore       | Squadra         | Tempo     |
| ---- | --------------- | --------------- | --------- |
| 1    | Marc Wauters    | Rabobank        | 11h34'25" |
| 2    | Geert Van Bondt | TVM             | a 8"      |
| 3    | Frédéric Finot  | Crédit Agricole | a 9"      |

### 4ª tappa
- 12 giugno: Leudelange > Bettembourg (cron. individuale) – 7,6 km

| Pos. | Corridore             | Squadra   | Tempo |
| ---- | --------------------- | --------- | ----- |
| 1    | Marc Wauters          | Rabobank  | 7'57" |
| 2    | Dylan Casey           | US Postal | a 1"  |
| 3    | Christian Vande Velde | US Postal | a 3"  |

| Pos. | Corridore          | Squadra      | Tempo     |
| ---- | ------------------ | ------------ | --------- |
| 1    | Marc Wauters       | Rabobank     | 11h42'22" |
| 2    | Steffen Kjærgaard  | Chicky World | a 19"     |
| 3    | Tobias Steinhauser | Mapei        | a 20"     |

### 5ª tappa
- 13 giugno: Diekirch > Diekirch – 190 km

| Pos. | Corridore       | Squadra   | Tempo    |
| ---- | --------------- | --------- | -------- |
| 1    | Jesper Skibby   | Home      | 4h27'54" |
| 2    | Patrick Jonker  | Rabobank  | s.t.     |
| 3    | George Hincapie | US Postal | a 9"     |

| Pos. | Corridore          | Squadra      | Tempo     |
| ---- | ------------------ | ------------ | --------- |
| 1    | Marc Wauters       | Rabobank     | 16h10'25" |
| 2    | Steffen Kjærgaard  | Chicky World | a 19"     |
| 3    | Tobias Steinhauser | Mapei        | a 20"     |

## Classifiche finali

### Classifica generale
| Pos. | Corridore          | Squadra               | Tempo     |
| ---- | ------------------ | --------------------- | --------- |
| 1    | Marc Wauters       | Rabobank              | 16h10'25" |
| 2    | Steffen Kjærgaard  | Team Chicky World     | a 19"     |
| 3    | Tobias Steinhauser | Mapei-Quick Step      | a 20"     |
| 4    | Martin Rittsel     | Team Chicky World     | a 26"     |
| 5    | Frédéric Finot     | Crédit Agricole       | a 36"     |
| 6    | Alexander Fedenko  | De Nardi              | a 37"     |
| 7    | Alberto Elli       | Team Deutsche Telekom | a 41"     |
| 8    | Geert Van Bondt    | TVM-Farm Frites       | a 43"     |
| 9    | Christian Henn     | Team Deutsche Telekom | a 46"     |
| 10   | Michael Boogerd    | Rabobank              | a 47"     |